# KKK MOSiR Krosno
El KKK MOSiR Krosno, conocido por motivos de patrocinio como Miasto Szkła Krosno, es un equipo de baloncesto polaco que compite en la PLK, la primera división del país. Tiene su sede en la ciudad de Krosno. Disputa sus partidos en el MOSiR Krosno, con capacidad para 1.380 espectadores.

## Historia
Fundado en el año 2000, compoitió en categorías inferiores hasta que en la temporada 2010-11 quedó campeón del grupo C de la II Liga, la tercera división polaca, ascendiendo a la I Liga, tras perder un único partido en toda la competición.
En la temporada 2015-2016 se proclamó campeón de la I Liga, tras derrotar en las finales al Legia Varsovia por un apretado 3-2, logrando el ascenso a la PLK, la primera división del baloncesto polaco por primera vez en su historia.

## Trayectoria
| Temporada | Nivel | Liga    | Pos. | V/D   | PL  | Resultado      | Copa de Polonia | Copa de Polonia | Competiciones europeas | Competiciones europeas |
| --------- | ----- | ------- | ---- | ----- | --- | -------------- | --------------- | --------------- | ---------------------- | ---------------------- |
| 2010-11   | 3     | II Liga | 1    | 29-1  |     | Ascenso        |                 |                 |                        |                        |
| 2011-12   | 2     | I Liga  | 13   | 9-16  |     |                |                 |                 |                        |                        |
| 2012-13   | 2     | I Liga  | 6    | 16-14 | 7-4 | Finalista      |                 |                 |                        |                        |
| 2013-14   | 2     | I Liga  | 2    | 20-6  | 4-4 | Semifinales    |                 |                 |                        |                        |
| 2014-15   | 2     | I Liga  | 3    | 20-6  | 5-3 | Semifinales    |                 |                 |                        |                        |
| 2015-16   | 2     | I Liga  | 1    | 29-1  | 9-2 | Ascensocampeón |                 |                 |                        |                        |
| 2016–17   | 1     | PLK     | 12   | 15-17 |     |                | Semifinales     | Semifinales     |                        |                        |
| 2017–18   | 1     | PLK     | 15   | 8-24  |     |                |                 |                 |                        |                        |
| 2018–19   | 1     | PLK     | 16   | 6-24  |     | Descenso       |                 |                 |                        |                        |

fuente:eurobasket.com

## Palmarés
II Liga
- Campeones (1): 2010–11

I Liga
- Campeones (1): 2015–16